# Palo Alto, Kalifornija
Palo Alto je grad u američkoj saveznoj državi Kalifornija. Prema popisu stanovništva iz 2010. u njemu je živjelo 64.403 stanovnika.